# Aloe confusa
Aloe confusa är en grästrädsväxtart som beskrevs av Adolf Engler. Aloe confusa ingår i släktet Aloe och familjen grästrädsväxter. Inga underarter finns listade i Catalogue of Life.